# Камподонико (Ђенова)
Камподонико је насеље у Италији у округу Ђенова, региону Лигурија.
Према процени из 2011. у насељу је живело 32 становника. Насеље се налази на надморској висини од 343 м.